# Sentier des capitelles bernissoises
Le sentier des capitelles bernissoises est un sentier de randonnée mettant en valeur un site agricole historique dont les constructions témoignent de l'époque où la garrigue était cultivée par des ouvriers agricoles ou rachalans. Il est situé sur la commune de Bernis dans le département du Gard dans la région Occitanie. Avec ses 5 kilomètres de long, il constitue une petite randonnée, balisée en jaune.

## Histoire
La commune de Bernis est située à l'ouest de Nîmes en zone dite de garrigues. Cette formation naturelle occupe une superficie de 483 hectares, soit environ le tiers  de la commune. Le site occupé par le sentier des capitelles bernissoises était autrefois cultivé, la vigne cohabitait avec l'olivier, les murets (clapas) délimitant les parcelles, les capitelles et quelques masets.
Les membres fondateurs de l'association des Amis de Bernis ont commencé l'inventaire des constructions de la garrigue bernissoise en 1987, à la fois par des recherches documentaires, notamment le cadastre napoléonien et sur le terrain. Plus de 80 édifices en plus ou moins bon état ont été retrouvés. La restauration est achevée en 1991.

## Restaurations
En 1989, les « Clapassaïres », groupe de bâtisseurs de l'association, se lancent dans les travaux de restauration de la capitelle du Grand Bois (d), conseillés par Maurice Roustan, maître artisan de la pierre sèche dans le Gard. Une vingtaine de personnes va œuvrer pendant deux ans pour débroussailler, ramasser les pierres éparses, remonter les murs, les clapas de la parcelle et rebâtir la voûte effondrée de l'édifice. En 1991, l'inauguration de la « grande capitelle » restaurée donne lieu à la tenue à Bernis des « Premières Rencontres gardoises de la pierre sèche ».
Les restaurations se poursuivent, ce qui permet à l'association, avec l'appui de la commune de Bernis, de Nîmes-Métropole et du Conseil départemental du Gard de créer, en 2005, un sentier de découverte et d'interprétation.

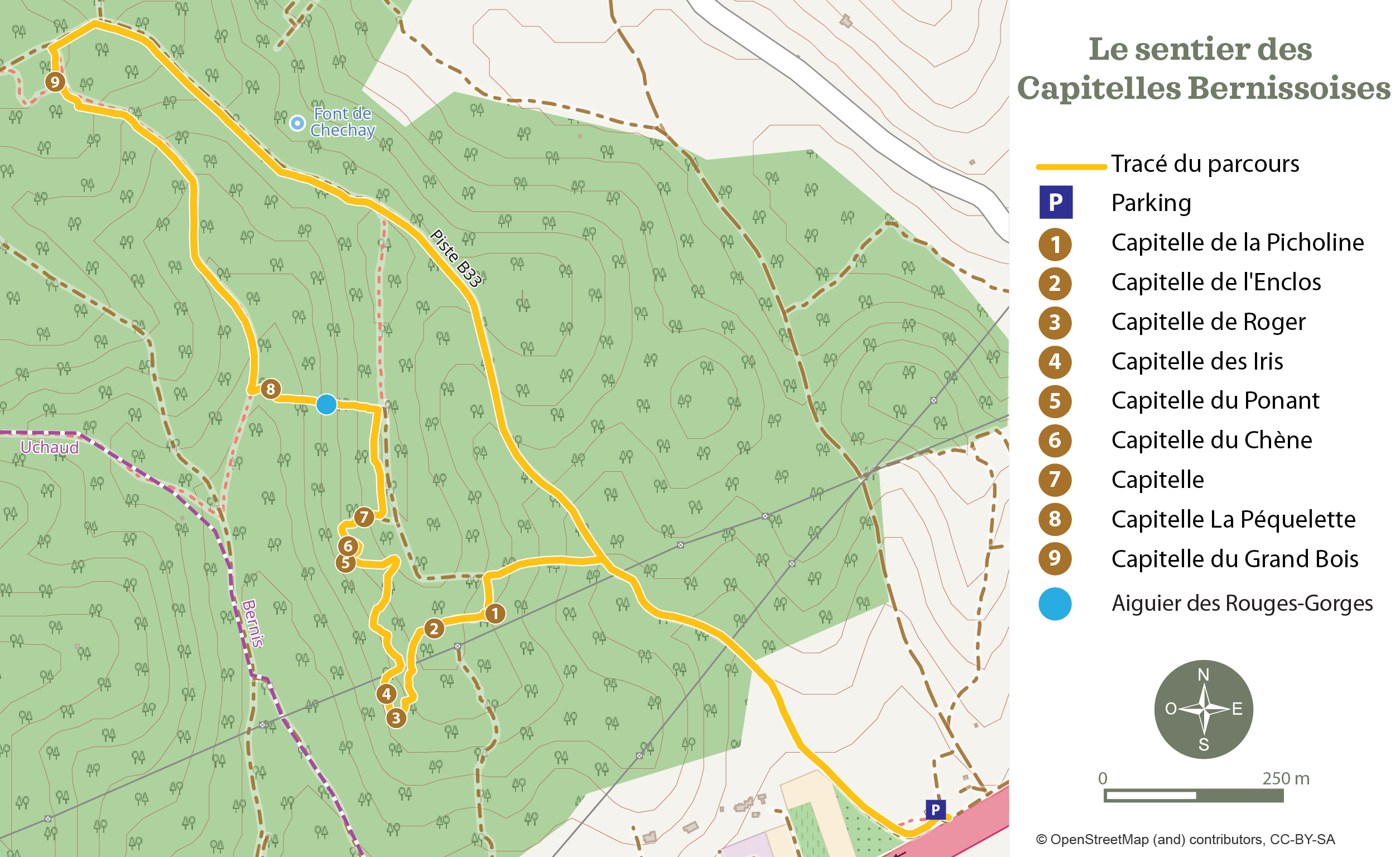
Carte du sentier des capitelles Bernissoises à Bernis

## Patrimoine
- Un sentier botanique[4].
- 9 capitelles : 
  - la capitelle de la Picholine (d),
  - la capitelle de l'Enclos (d),
  - la capitelle de Roger (d),
  - la capitelle des Iris (d),
  - la capitelle du Ponant (d),
  - la capitelle du Chène (d),
  - la capitelle la Pequelette (d),
  - la capitelle du Grand Bois (d)
  - la capitelle construite par l'association.
- 1 aiguier :
  - l'aiguier des Rouges-Gorges (d)

## Galerie

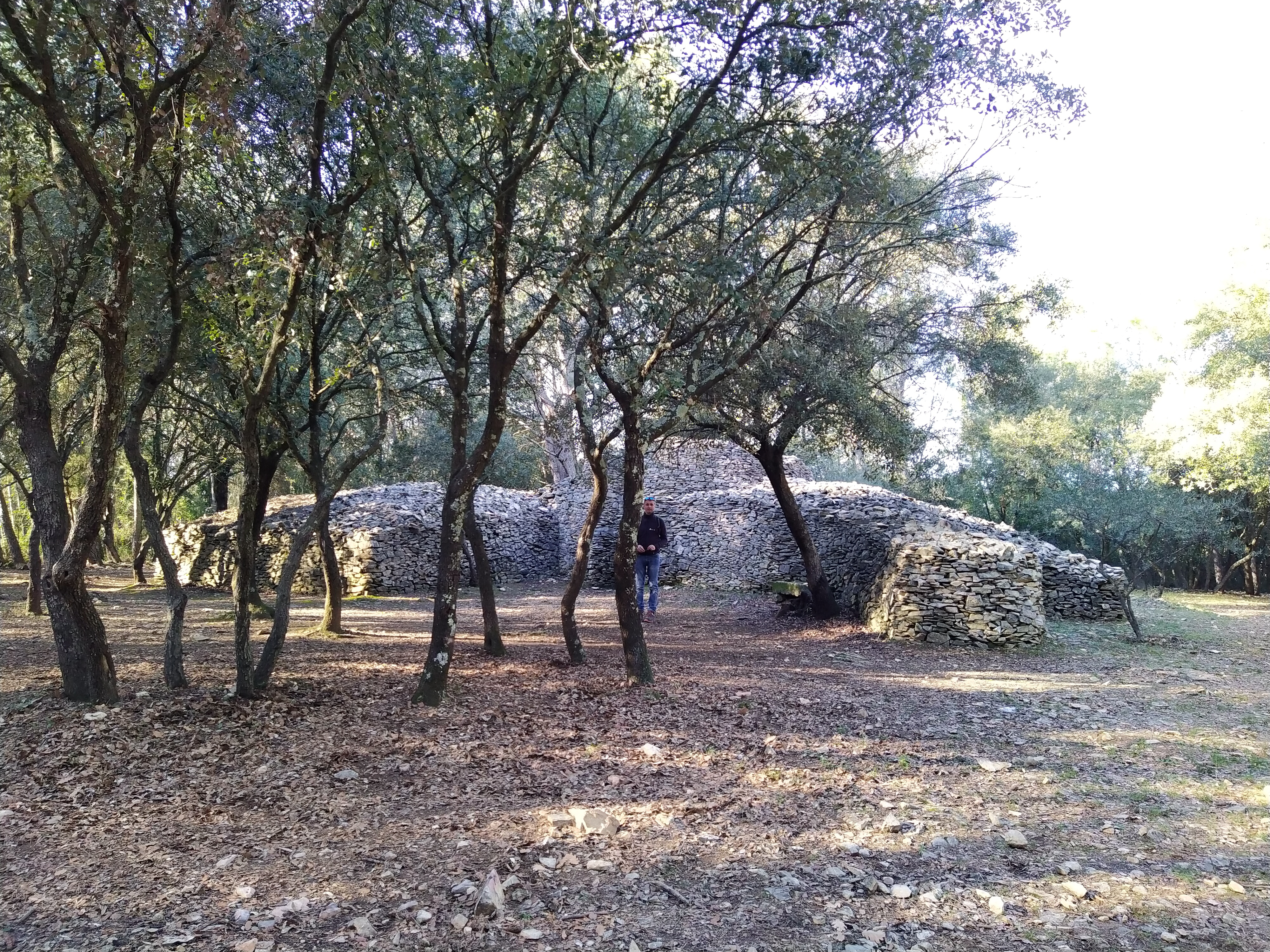
Capitelle du Grand Bois.
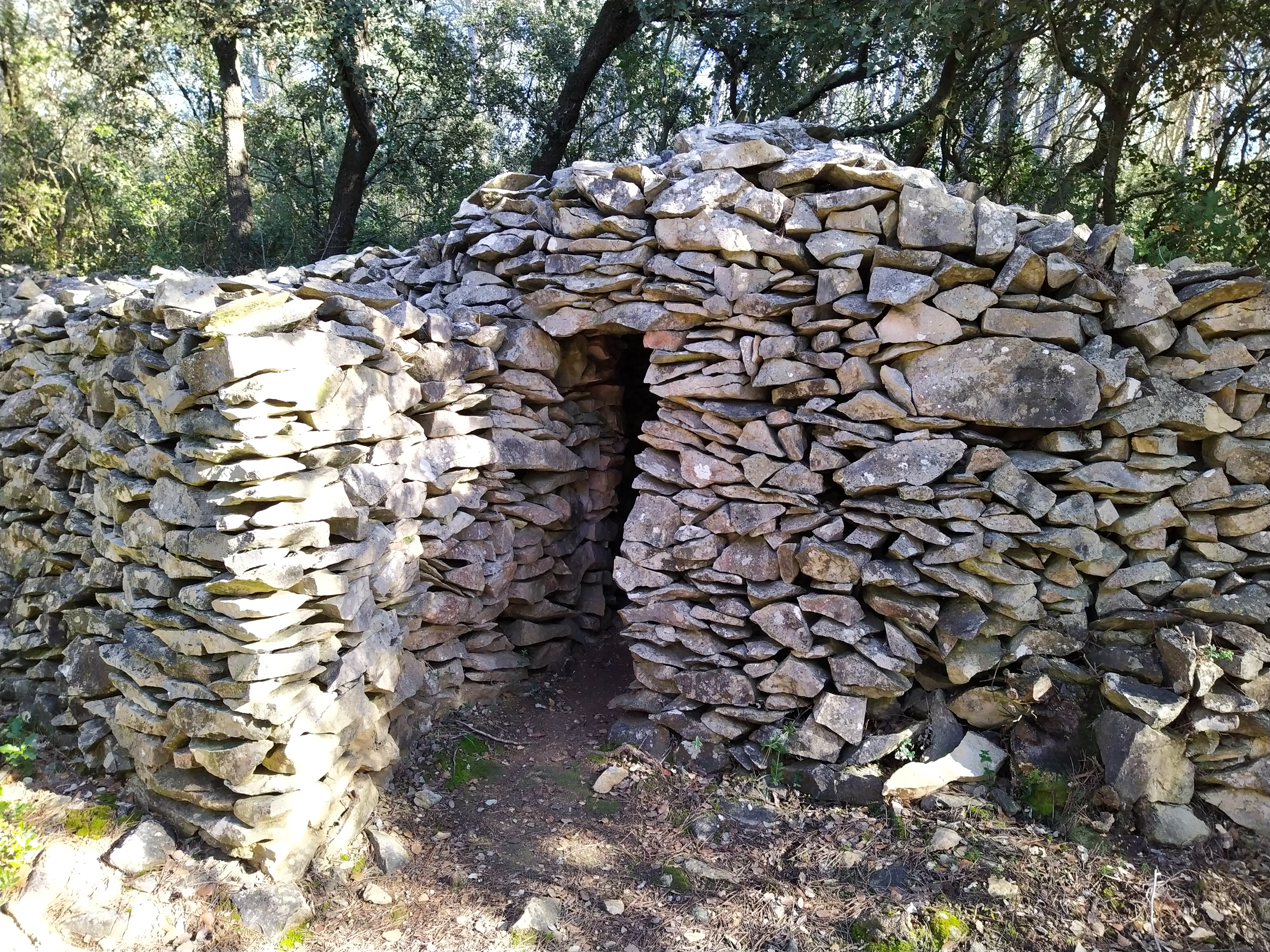
Capitelle du Chène.
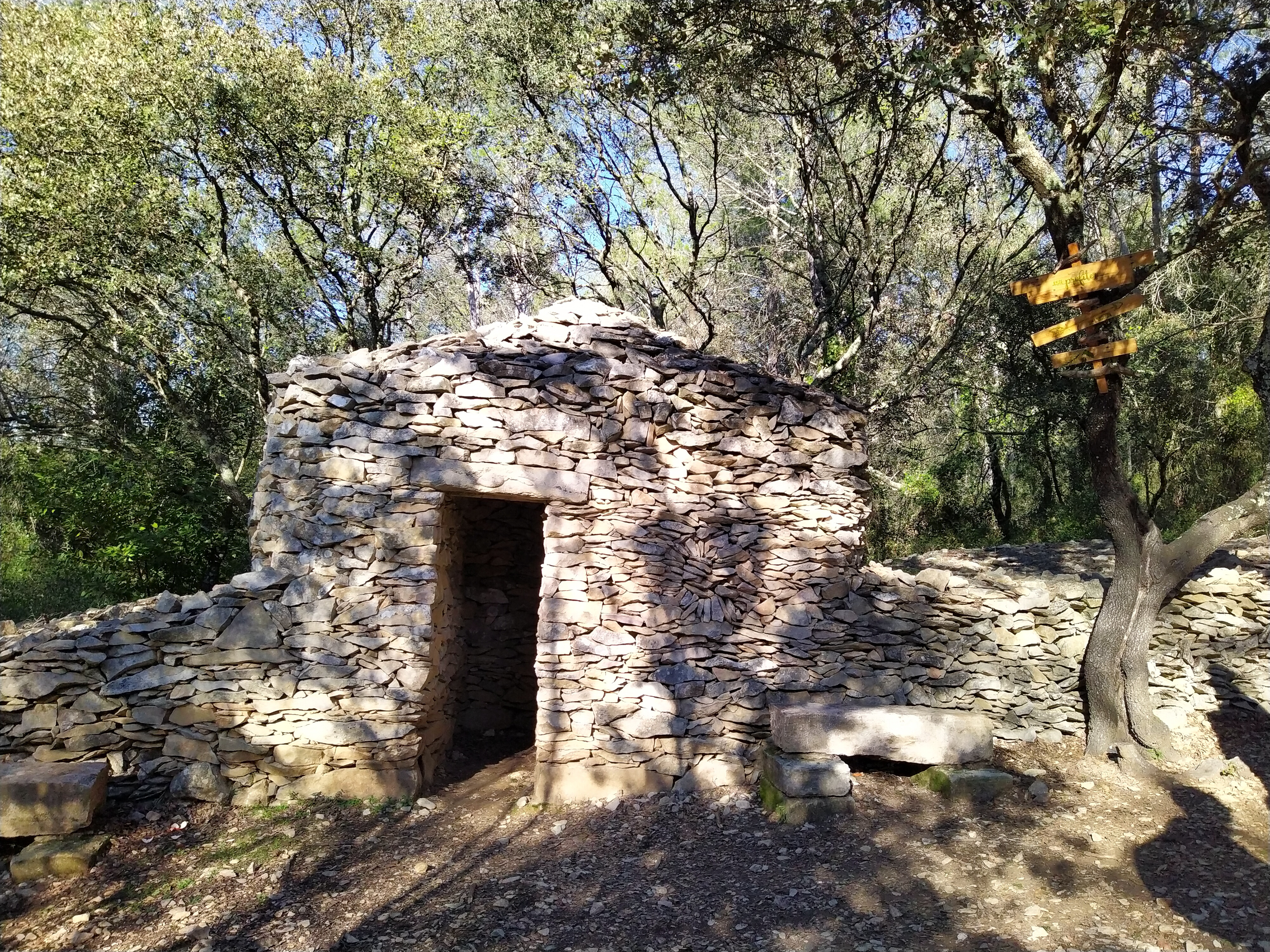
Capitelle construite par l'association.
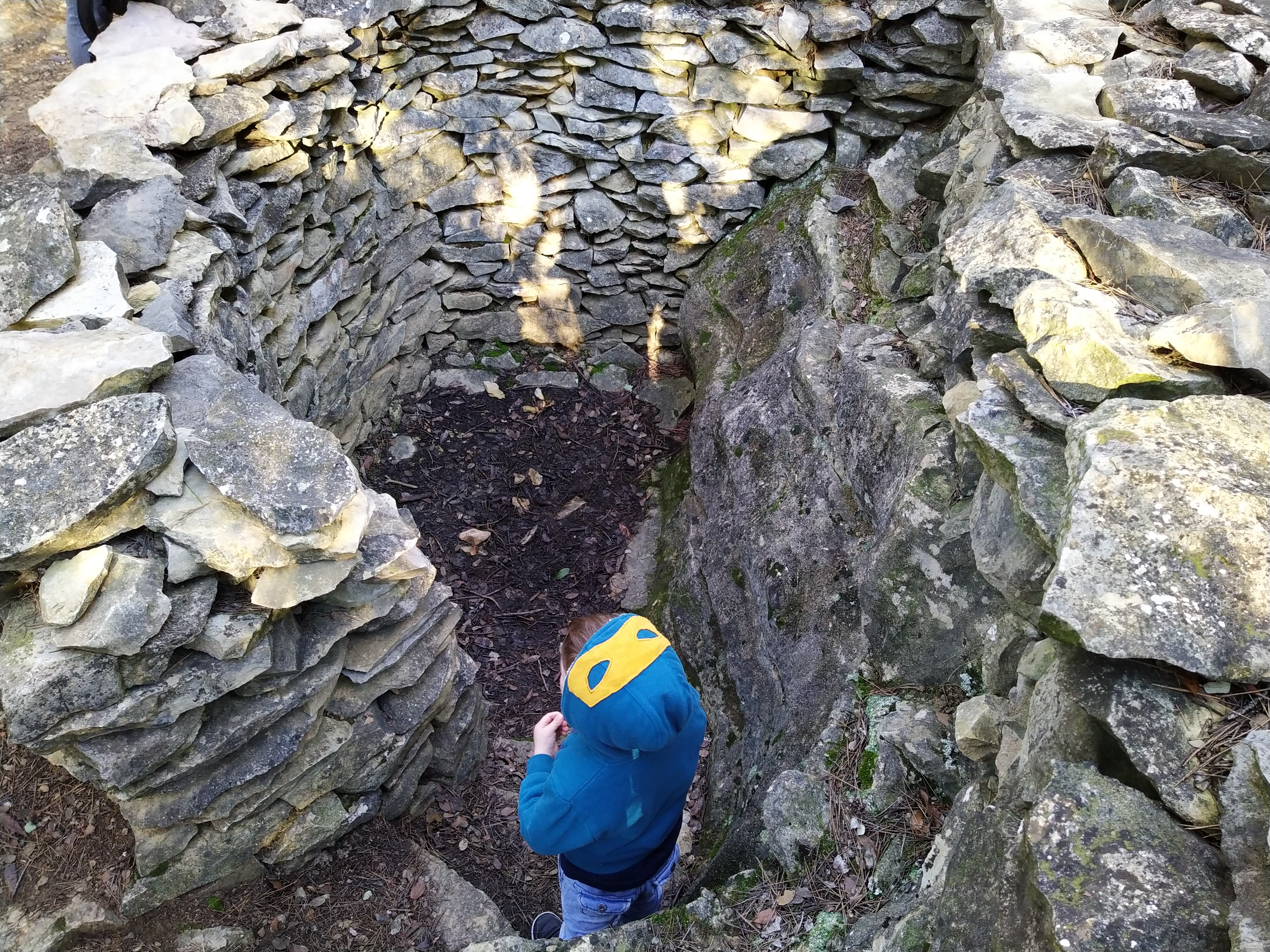
Aiguier.